# Wilhelm Philipps (General)
Wilhelm Philipps (* 29. Juli 1894 in Barmen; † 13. Februar 1971 in Bonn) war ein deutscher Diplomingenieur und Offizier, zuletzt Generalleutnant im Zweiten Weltkrieg.

## Leben
Wilhelm Philipps trat, nachdem er Kadett gewesen war, am 7. März 1913 als Fahnenjunker in ein Fußartillerie-Regiment ein. Am 17. Juni 1914 wurde er mit Patent zum 24. Juni 1912 im Fußartillerie-Regiment 12 zum Leutnant befördert und diente als Offizier im Ersten Weltkrieg.
Nach Ende des Krieges wurde er in die Reichswehr übernommen. Ab 1. Juli 1925 Hauptmann war er 1930 in der 9. Batterie des 2. Artillerie-Regiments. Er war von 1933 bis 1937 im Heereswaffenamt, u. a. Abteilungschef für Entwicklung von Kfz und Panzer (WaPrüf 6), und wurde hier am 1. August 1935 zum Oberstleutnant befördert.
Ab Mitte Oktober 1937, am 1. März 1938 zum Oberst befördert, war er bis 1. Januar 1940 Kommandeur des Panzer-Regiments 11 (Paderborn). Er kam zum OKH und wurde hier am 1. Februar 1940 Chef der Amtsgruppe für industrielle Rüstung (Waffen und Gerät). Zum Generalmajor wurde Philipps am 1. Oktober 1940 und am 1. Oktober 1943 noch zum Generalleutnant befördert. Am 3. Februar 1944 wurde er bis 10. März 1944 zu einem Divisionsführer-Lehrgang kommandiert. Anschließend kam er in die Führerreserve.
Als Kommandeur der 3. Panzer-Division war er vom 25. Mai 1944 bis 31. Dezember 1944 eingesetzt. Mit der Division nahm er an der Ostfront an Rückzugsgefechten aus der Ukraine teil, welche diese bis zu rumänischen Grenze zurückwarf. Im Dezember folgte eine Verlegung nach Ungarn und kurze Zeit später gab er das Kommando ab. Am 20. Januar 1945 kam er erneut zum OKH und war ab 1. Februar 1945, dann bis Kriegsende, wieder Chef einer Amtsgruppe.
Nach dem Krieg arbeitete er als Ingenieur für die Panzerentwicklung bei Henschel und Sohn und wurde als Vertreter der Firma nach Bonn geschickt, wo er auch wohnte. 1956 war er als Leiter eines „unabhängigen“ Sachverständigenkommission mit einem Gutachten hinsichtlich der Beschaffung des Schützenpanzers HS 30 beauftragt. Zu dieser Zeit war er im Bundesverband der Deutschen Industrie tätig und leitete dort die Untergruppe Gepanzerte Fahrzeuge. Am 23. April 1956 wurde das Gutachten der „Philipps-Kommission“ oder auch „Philipps-Gutachten“ fertiggestellt. Ab 27. April 1967 wurde die Beschaffung des Schützenpanzers im Deutschen Bundestag im Rahmen eines Untersuchungsausschusses als Teil des HS-30-Skandals aufgearbeitet, wobei Philipps als Zeuge auftrat. Als Angestellter eine Rüstungsfirma wurde die Unabhängigkeit des Gutachtens hinterfragt, welches 1956 u. a. zur Aussage, dass die Serienreife des Panzers ausreichend geprüft sein, führte.

## Auszeichnungen
- Eisernes Kreuz (1914) II. und I. Klasse
- Spange zum Eisernen Kreuz II. und I. Klasse
- Deutsches Kreuz in Gold am 30. Dezember 1944
- Ritterkreuz des Eisernen Kreuzes am 5. März 1945[9][10]